# Ігор Флего
Ігор Флего (нар. 13 грудня 1961) — колишній хорватський тенісист.
Найвищу одиночну позицію світового рейтингу — 261 місце досяг 30 липня 1984, парну — 176 місце — 3 квітня 1989 року.
Найвищим досягненням на турнірах Великого шолома було 2 коло в парному розряді.

## Титули на челленджерах

### Парний розряд: (3)
| Ранг | Рік  | Турнір                                                   | Покриття | Партнер          | Суперники                          | Рахунок       |
| ---- | ---- | -------------------------------------------------------- | -------- | ---------------- | ---------------------------------- | ------------- |
| 1.   | 1988 | Травемюнде, Федеративна Республіка Німеччина (1949—1990) | Ґрунт    | Марк Куверманс   | Бретт Дікінсон Жан-Марк П'ясентіль | 6–4, 6–7, 6–3 |
| 2.   | 1988 | Тампере, Фінляндія                                       | Ґрунт    | Марк Куверманс   | Міка Гедман Велі Палохеймо         | 6–4, 6–1      |
| 3.   | 1988 | Мюнхен, Федеративна Республіка Німеччина (1949—1990)     | Килим    | Горан Іванишевич | Мартін Сіннер Міхаель Штіх         | 6–4, 6–4      |